# Annet Hesterman
Annet Hesterman (Makassar, 12 juni 1950) is een Nederlands zangeres.

## Biografie
Hesterman begon met zingen toen ze zeven jaar oud was. Ze woonde met haar ouders, broers en zussen in Nieuwendijk in Noord-Brabant en deed mee aan allerlei talentenjachten waarbij ze zichzelf begeleidde met de gitaar.
Hesterman carrière begon in 1966. In 1969 nam ze als invalster voor Sandra Reemer deel aan het Nationaal Songfestival en eindigde op de vierde plaats met de titel Zoek het niet te ver. Ook maakte ze dat jaar deel uit van de Nederlandse equipe op het Songfestival van Knokke. Ze was kortstondig zangeres van de band Ro-d-Ys. Hesterman bleef vanaf 1970 optreden tijdens concerten en dinershows.
In 1975 verving ze Jetty Weels in het duo Sacha & Paul en nam samen met Paul Guldenaar twee singles op. In 1985 scoorde Hesterman een hit in Scandinavië met zanger/percussionist Eddy Conard met het nummer 'Tralala'. In Denemarken werd hun plaat #1 en waren ze als duo bekend onder de naam 'Phill & Company'.
In 2018 nam Hesterman deel aan het televisieprogramma The Voice Senior.

## Discographie
| Jaar | titel                                                                             | omschrijving                                                                         |
| ---- | --------------------------------------------------------------------------------- | ------------------------------------------------------------------------------------ |
| 1966 | Draag Schoenen Om Te Lopen (These Boots Are Made For Walking) / Johnny, Ik Bel Je | Philips JF 333 593                                                                   |
| 1966 | De Wereld Is Leeg Zonder Jou / Waar Op De Wereldbol                               | Philips JF 327 989                                                                   |
| 1967 | Ik wacht op de zomer / 'k Ben Zo Vaak Zo Alleen                                   | Philips JF 333 693, niet uitgebracht                                                 |
| 1967 | 'k Ben Zo Vaak Zo Alleen / Jij Lijkt Op Ma                                        | Philips JF 333 888                                                                   |
| 1968 | Surrounded By A Ray Of Sunshine / Something's Gotten Hold of My Heart             | Philips JF 334 556                                                                   |
| 1969 | Zou Het Waar Zijn? / Ik Ben Gekker Dan Je Denkt (Op Jou)                          | Philips JF 334 697                                                                   |
| 1969 | Zoek 't Niet Te Ver / Ons Laatste Afscheid                                        | Philips JF 336 050, Zoek 't Niet Te Ver nam deel aan het Nationaal Songfestival 1969 |
| 1969 | Winter woman / Looking for something better                                       | Philips JF 334 690, The Ro-d-Ys                                                      |
| 1975 | A song I'd like to sing / Bing-bang-bong                                          | Ariola AT 16 231, Sacha & Paul                                                       |
| 1976 | Baby blue / BingEasy with love                                                    | Ariola AT 16 649, Sacha & Paul                                                       |
| 1984 | Tralala / Hey, how do you do?                                                     | Philips 818 464-7, Phill & Company                                                   |